# Mesochorus dolosus
Mesochorus dolosus är en stekelart som beskrevs av Dasch 1974. Mesochorus dolosus ingår i släktet Mesochorus och familjen brokparasitsteklar. Inga underarter finns listade i Catalogue of Life.